# Campeonato Sudamericano Sub-20 de 1975
El Campeonato Sudamericano Sub-20 de 1975, realizado entre el 9 y el 26 de agosto de ese año, tuvo sede en la ciudad de Lima, capital de Perú.

## Equipos participantes
Participaron en el torneo 6 equipos representativos de las asociaciones nacionales afiliadas a la Confederación Sudamericana de Fútbol:
| Equipos participantes | Equipos participantes | Equipos participantes |
| --------------------- | --------------------- | --------------------- |
| Argentina             | Bolivia               | Brasil                |
| Chile                 | Perú                  | Uruguay               |

## Fechas y resultados

### Fase de Grupo
| Selección | Pts. | PJ | PG | PE | PP | GF | GC | Dif. |
| --------- | ---- | -- | -- | -- | -- | -- | -- | ---- |
| Uruguay   | 8    | 5  | 3  | 2  | 0  | 8  | 2  | +6   |
| Chile     | 8    | 5  | 3  | 2  | 0  | 6  | 0  | +6   |
| Argentina | 6    | 5  | 2  | 2  | 1  | 7  | 6  | +1   |
| Perú      | 4    | 5  | 1  | 2  | 2  | 4  | 8  | -4   |
| Brasil    | 2    | 5  | 1  | 0  | 4  | 6  | 7  | -1   |
| Bolivia   | 2    | 5  | 0  | 2  | 3  | 4  | 12 | -8   |

| 9 de agosto de 1975 | Perú | 2:2 | Bolivia | ?, ? |  |

| 10 de agosto de 1975 | Chile | 1:0 | Brasil | ?, ? |  |

| 10 de agosto de 1975 | Argentina      | 1:1 | Uruguay         | ?, ? |  |
|                      | Sánchez Sotelo |     | Hebert Revetria |      |  |

| 13 de agosto de 1975 | Brasil | 5:1 | Bolivia | ?, ? |  |

| 13 de agosto de 1975 | Chile | 3:0 | Argentina | ?, ? |  |

| 13 de agosto de 1975 | Uruguay | 3:0 | Perú | ?, ? |  |

| 16 de agosto de 1975 | Uruguay | 2:1 | Bolivia | ?, ? |  |

| 16 de agosto de 1975 | Chile | 2:0 | Perú | ?, ? |  |

| 16 de agosto de 1975 | Argentina          | 2:1 | Brasil | ?, ? |  |
|                      | Fortunato · Britez |     |        |      |  |

| 19 de agosto de 1975 | Argentina                         | 3:0 | Bolivia | ?, ? |  |
|                      | P. Fernández · Fortunato · Britez |     |         |      |  |

| 19 de agosto de 1975 | Perú | 1:0 | Brasil | ?, ? |  |

| 19 de agosto de 1975 | Chile | 0:0 | Uruguay | ?, ? |  |

| 22 de agosto de 1975 | Argentina | 1:1 | Perú | ?, ? |  |
|                      | Salinas   |     |      |      |  |

| 23 de agosto de 1975 | Chile | 0:0 | Bolivia | ?, ? |  |

| 23 de agosto de 1975 | Uruguay                               | 2:0 | Brasil | ?, ? |  |
|                      | Juan Ramón Carrasco · Hebert Revetria |     |        |      |  |

### Final
| 26 de agosto de 1975 | Chile | 1:1 (1:3 p.) | Uruguay | ?, ? |  |

| Uruguay         |
| Campeón Uruguay |
| 4to título      |